# Cassyma lucifera
Cassyma lucifera är en fjärilsart som beskrevs av W. Warren 1903. Cassyma lucifera ingår i släktet Cassyma och familjen mätare. Inga underarter finns listade i Catalogue of Life.